# Fuckin' Perfect
Fuckin' Perfect er anden single fra den amerikanske sangerinde, Pinks opsamlingsalbum, Greatest Hits... So Far!!! . Sangen er skrevet af Pink selv, samt Max Martin og Shellback, der også har produceret nummeret.
Sangen følger i fodsporene på "Raise Your Glass," i henhold til lyrikken og temaerne, at opfordre folk til at acceptere hinanden for hver persons sande identitet. Pink har sagt at hovedinspirationen til dette nummer, er hendes mand Carey Hart. Sangens musikvideo, der er instrueret af samarbejdspartneren gennem lang tid, Dave Meyers, leverer et kontroversielt budskab mod cutting og selvmord.
"Fuckin' Perfect" har indtil videre toppet som nummer to på Billboard Hot 100, hvilket gør den til Pinks tolvte top-ti single i  USA. Sangen blev et top-ti-hit i Australien og New Zealand og har været inde omkring top 40 i Belgien-Flandern, Canada, Irland, Holland og Storbritannien.

## Spor
- Digital download[6]

1. "Fuckin' Perfect" – 3:33
2. "Whataya Want From Me" – 3:46
3. "Perfect" – 3:33

- Tyske CD single[7]

1. "Fuckin' Perfect"
2. "Whataya Want From Me"

## Hitlister og certifikationer
| Hitliste (2010–2011)                             | Top placering |
| ------------------------------------------------ | ------------- |
| Australien (ARIA)                                | 10            |
| Belgien (Ultratop 50 Flanderen)                  | 30            |
| Belgien (Ultratop 50 Vallonien)                  | 34            |
| Canada (Canadian Hot 100)                        | 2             |
| Tjekkiet (Rádio Top 100)                         | 60            |
| Danmark (Track Top-40)                           | 4             |
| Tyskland (Official German Charts)                | 7             |
| Ungarn (Rádiós Top 40)                           | 32            |
| Irland (IRMA)                                    | 10            |
| Holland (Dutch Top 40)                           | 6             |
| New Zealand (RIANZ)                              | 2             |
| Sverige (Sverigetopplistan)                      | 23            |
| Schweiz (Schweizer Hitparade)                    | 15            |
| Storbritannien Singles (Official Charts Company) | 9             |
| USA Billboard Hot 100                            | 2             |
| US Pop Songs (Billboard)                         | 2             |

| Hitliste (2010) | Placering |
| --------------- | --------- |
| Australien      | 93        |

| Land       | Certifikation |
| ---------- | ------------- |
| Australien | Guld          |